# District de Deutschlandsberg
Le district de Deutschlandsberg est une subdivision territoriale du land de Styrie en Autriche.

## Géographie

### Lieux administratifs voisins
|                                           | District de Voitsberg | District de Graz-Umgebung |
| District de Wolfsberg (Land de Carinthie) |                       | District de Leibnitz      |
|                                           | Slovénie              |                           |

## Communes
Le district de Deutschlandsberg est subdivisé en 15 communes :
- Bad Schwanberg
- Deutschlandsberg
- Eibiswald
- Frauental an der Laßnitz
- Gross Sankt Florian
- Lannach
- Pölfing-Brunn
- Preding
- Sankt Josef (Weststeiermark)
- Sankt Martin im Sulmtal
- Sankt Peter im Sulmtal
- Sankt Stefan ob Stainz
- Stainz
- Wettmannstätten
- Wies